# فيليب دان
فيليب دان (بالإنجليزية: Philip Dunn)‏ هو منافس ألعاب قوى أمريكي، ولد في 12 يونيو 1971.

## وصلات خارجية
- فيليب دان على موقع الاتحاد الدولي لألعاب القوى (الإنجليزية)
- فيليب دان على موقع الاتحاد الأمريكي لسباقات المضمار والميدان (الإنجليزية)
- فيليب دان على موقع أوليمبيديا (الإنجليزية)
- فيليب دان على موقع اللجنة الأولمبية والبارالمبية الأمريكية (الإنجليزية)